# Marek Kowalczyk (piłkarz)
Marek Kowalczyk (ur. 17 stycznia 1977) – polski piłkarz występujący na pozycji pomocnika.

## Życiorys
Karierę piłkarską zaczynał we Włókniarzu Wrocław. Kolejnymi klubami w jego karierze były Parasol Wrocław, Śląsk Wrocław, Szombierki Bytom, Marko Walichnowy, Polar Wrocław, czeskie FC Hradec Králové i GKS Kobierzyce. Obecnie występuje w III-ligowym Motobi Bystrzyca Kąty Wrocławskie.
Największe klubowe sukcesy odnosił z drużyną Śląska Wrocław, klubem do którego trafiał aż 5-krotnie. W barwach Śląska rozegrał w I lidze 35 meczów i strzelił 2 gole.
W 1993 r. z Reprezentacją Polski U-16 zdobył w Turcji złoty medal Mistrzostw Europy. W tym samym roku brał także udział w Mistrzostwach Świata U-17 w Japonii, gdzie Polska zajęła czwarte miejsce.